# Szigeti Jenő (színművész)
Szigeti Jenő, Schwarz (Debrecen, 1890. december 18. – Budapest, Józsefváros, 1949. december 12.) magyar színész.

## Életútja
Schwartz Károly és Haas Katalin fiaként született. Iskolai végzettsége 6 gimnázium, utána az Országos Színészegyesület iskolájának volt a növendéke. 1910-ben szerződtették vidékre, 1910–12-ben Sopronban lépett színpadra, majd 1912-ben az Újpesti Népszínházhoz került. Az első világháborúban katona volt, a Vöröskereszt Silberne Ehrenmedalie mit der Kriegsdekoration kitüntetését nyerte el. 1916-tól Nagyváradon, 1919-től Debrecenben játszott. 1921 februárjában a Fővárosi Orfeum tagja. 1923–24-ban Földes Dezső, 1924–25-ben Faragó Ödön csehszlovákiai társulatának volt a tagja, 1925 és 1929 között Debrecenben lépett fel. 1929–30-ban és 1932–33-ban, majd 1936-tól 1939-ig a Magyar Színház, 1930–1932, illetve 1934–1936 között a Belvárosi Színház, 1934–35-ben a Terézkörúti Színpad, 1938–39-ben az Andrássy Színház tagja volt. 1933–34-ben a Kamara, 1934-ben a Bethlen Téri Színházban játszott. A második zsidótörvény miatt 1940 és 1944 között csak az OMIKE Művészakciójának előadásain engedélyezték hogy fellépjen. 1945–1947 között a Magyar, 1947–1949 között a Belvárosi, 1949-ben az Úttörő Színházban szerepelt.
Irodalmi munkássága keretében 1922-ben a debreceni Melius városi nyomda kiadásában Egy komikus emlékei címmel jelent meg kis könyve, mely a Chicagói Tribuna című magyar lapban tárca alakban került közlésre.
Főként karakterszerepeket, kisembereket, groteszk-komikus figurákat formált meg. Operettben és kabaréban egyaránt sikert aratott. Halálát tüdőgyulladás, tüdővizenyő okozta. Felesége Lichtmann Teréz volt.

## Fontosabb szerepei
- Róth bácsi (Földes Imre: Hivatalnok urak)
- Bolond (Shakespeare: Lear király)
- Mukics (Szép Ernő: Aranyóra)
- Le Hire (Shaw: Szent Johanna)
- Corbaccio (Johson: Volpone)
- Hákán (Bálint Lajos: Támár)
- Hawkins (Shaw: Az ördög cimborája)
- Csontos József (Fehér Klára: Idézés bűnügyben)
- I. sírásó (Shakespeare: Hamlet)
- Calabasas (Nap és Hold)
- Scobelev (Hotel Imperiál)
- Zápolya (Kis gróf)
- Százszorszép (Obsitos)

## Filmszerepei
- A kék bálvány (1931) – telefonáló férfi
- Hyppolit, a lakáj (1931, magyar-német) – férfi a vendéglőben
- Helyet az öregeknek (1934, magyar-osztrák) – Szabó úr, pedellus
- Én voltam (1936) – Dubrovitz, zálogos, régiségkereskedő
- Hotel Kikelet (1937) – írnok a szállodában
- Mámi (1937) – történelemtanár, házitanító
- Háromszázezer pengő az utcán (1937) – házasságközvetítő